# Csillag József (festő)
Csillag József (Győrszentmárton, 1894. február 3. – Budapest, 1977. november 9.) Munkácsy Mihály-díjas festőművész, grafikus.

## Életpályája
Csillag József és Habics Mária fiaként született. Művészeti tanulmányait a budapesti Képzőművészeti Főiskolán végezte, mestere Révész Imre volt. Az 1920-as években Olaszországban járt tanulmányúton. Dolgozott a kecskeméti és a pécsi művésztelepen is. 1928-ban Pécsett már egyéni kiállítását rendezett műveiből, rézkarcait kiállította 1929-ben és 1935-ben Brüsszelben, 1931-ben pedig Velencében.

## Díjai, elismerései
- Munkácsy Mihály-díj (1959)